# Karla Lara
Karla Lara (Tegucigalpa, 14 de junio de 1968) es una intérprete, cantautora, periodista, activista y defensora de derechos humanos hondureña. Su música pertenece al género trova donde manifiesta protesta, consciencia social y feminismo.

## Carrera artística
La artista nacional formó parte de la generación de los 80, una década bastante convulsa en Centroamérica por las guerras civiles que se dieron en la región. Este contexto influenció sus letras las cuales se caracterizan por ser contestatarias y denunciar las injusticias sociales  
La carrera artística de Lara, despuntó tempranamente en su adolescencia, cuando apenas tenía 16 años, comenzó a cantar en el grupo Rascaniguas y en el coro de la Universidad Nacional Autónoma de Honduras, simultáneamente. 
En su estadía en El Salvador, durante los años de 1988 y 1992 fue integrante de dos grupos musicales: Cutumay Camones y Los del Oficio. Posteriormente, en su regreso a Honduras en el año de 1994, se reintegró a Rascaniguas. 
Para 1996 también formaría el grupo Doble Vía, en 1998 también formaría el grupo Trovason.   
Tomó una pausa en su carrera en 2001, retomando su quehacer artístico en el año 2003. 
Es una de las fundadoras en el año 2017 de una banda de chicas jóvenes en Honduras, conocida como Puras Mujeres.

### Discografía
Karla Lara, cuenta con dos producciones discográficas: 
- “Donde Andar”  (2004)
- “Antes del Puente”  (2013)

### Presentaciones musicales
En 2014 tuvo una gira en ciudades de Estados Unidos.
13 colores de la resistencia hondureña (Europa, 2017)
Presentadora del concierto Justicia para Berta (Honduras, 2021)

## Activismo
Su afán por defender los derechos humanos la han impulsado a trabajar como periodista para promover las luchas sociales. Algunos de sus trabajos de comunicación fueron en Radio Globo en un programa Sin Café no hay Mañana, que fue sacado del aire durante la pandemia del COVID-19 en agosto del 2020.
El contexto social y político en Honduras ha evidenciado la falta de estado de derecho en el cual se han marcado múltiples violaciones a los derechos humanos. Karla también ha sido víctima de esa persecución, cuando fue detenida en noviembre de 2016 de forma arbitraria según lo revela una alerta del Comité por la Libre Expresión.
Además, cuenta con un recorrido en difusión de sus artículos de opinión; que ha publicado en algunos periódicos digitales como Kaos en la Red, Conexihion.hn y Red Nacional de Medios Alternativos de Argentina, entre otros medios.
También es integrante de la Red Nacional de Defensoras de Derechos Humanos y de otros espacios organizativos de los movimientos sociales en Honduras.